# Kamenec pod Vtáčnikom
Kamenec pod Vtáčnikom (em húngaro: Kemenec) é um município da Eslováquia, situado no distrito de Prievidza, na região de Trenčín. Tem 25,3 km² de área e sua população em 2018 foi estimada em 1.788 habitantes.

## Demografia
| Ano:        | 1994 | 2004   | 2014   | 2024   |
| ----------- | ---- | ------ | ------ | ------ |
| Broj ljudi: | 1845 | 1861   | 1790   | 1760   |
| Razlika:    |      | +0,86% | -3,81% | -1,67% |

| Ano:               | 2023 | 2024   |
| ------------------ | ---- | ------ |
| Número de pessoas: | 1758 | 1760   |
| Diferença:         |      | +0,11% |